# 科斯強季尼夫卡 (羅馬尼夫區)
50°18′24″N 28°5′55″E / 50.30667°N 28.09861°E
科斯強季尼夫卡（烏克蘭語：Костянтинівка），是烏克蘭北部的村莊，隸屬日托米爾州的日托米爾區。該村始建於1620年，面積92.9平方公里，海拔高度237米，2001年人口217。